# Eccellenza Umbria 1997-1998
Il campionato italiano di calcio di Eccellenza regionale 1997-1998 è il settimo organizzato in Italia. Rappresenta il sesto livello del calcio italiano ed il maggiore in ambito regionale.
Questo è il girone unico organizzato dal Comitato Regionale dell'Umbria.

## Squadre partecipanti
| Squadra              | Città (provincia)                   | Stagione 1996-97                  |
| -------------------- | ----------------------------------- | --------------------------------- |
| Bastia               | Bastia Umbra (PG)                   | 10° in Eccellenza Umbria          |
| Campitello           | Terni                               | 5° in Eccellenza Umbria           |
| Cesi                 | Cesi di Terni                       | 8° in Eccellenza Umbria           |
| Deruta               | Deruta (PG)                         | 12° in Eccellenza Umbria          |
| Grifo Sant'Angelo    | Sant'Angelo di Celle di Deruta (PG) | 1° in Promozione Umbria, promossa |
| Lama                 | Lama di San Giustino (PG)           | 2° in Promozione Umbria, promosso |
| Magione              | Magione (PG)                        | 13° in Eccellenza Umbria          |
| Nestor               | Marsciano (PG)                      | 3° in Eccellenza Umbria           |
| Orvietana            | Orvieto (TR)                        | 9° in Eccellenza Umbria           |
| Pozzo                | Pozzo di Gualdo Cattaneo (PG)       | 4° in Promozione Umbria, promosso |
| Ripa                 | Ripa di Perugia                     | 7° in Eccellenza Umbria           |
| San Sisto            | San Sisto di Perugia                | 2° in Eccellenza Umbria           |
| Spoleto              | Spoleto (PG)                        | 11° in Eccellenza Umbria          |
| Tiberis              | Umbertide (PG)                      | 4° in Eccellenza Umbria           |
| Torgiano             | Torgiano (PG)                       | 6° in Eccellenza Umbria           |
| Virtus La Castellana | Bruna di Castel Ritaldi (PG)        | 3° in Promozione Umbria, promossa |

## Classifica finale
|  | Pos. | Squadra              | Pt | G  | V  | N  | P  | GF | GS | DR  |
|  | ---- | -------------------- | -- | -- | -- | -- | -- | -- | -- | --- |
|  | 1.   | Orvietana            | 59 | 30 | 17 | 8  | 5  | 51 | 23 | +28 |
|  | 2.   | Bastia               | 55 | 30 | 15 | 10 | 5  | 38 | 31 | +7  |
|  | 3.   | Pozzo                | 51 | 30 | 15 | 6  | 9  | 41 | 37 | +4  |
|  | 4.   | Cesi                 | 46 | 30 | 11 | 13 | 6  | 32 | 26 | +6  |
|  | 5.   | Grifo Sant'Angelo    | 44 | 30 | 10 | 14 | 6  | 28 | 27 | +1  |
|  | 6.   | Nestor               | 43 | 30 | 9  | 16 | 5  | 32 | 25 | +7  |
|  | 7.   | Virtus La Castellana | 41 | 30 | 10 | 11 | 9  | 31 | 23 | +8  |
|  | 8.   | Deruta               | 40 | 30 | 10 | 10 | 10 | 44 | 32 | +12 |
|  | 9.   | San Sisto            | 39 | 30 | 9  | 12 | 9  | 35 | 31 | +4  |
|  | 10.  | Campitello           | 39 | 30 | 10 | 9  | 11 | 33 | 32 | +1  |
|  | 11.  | Tiberis              | 36 | 30 | 10 | 6  | 14 | 32 | 31 | +1  |
|  | 12.  | Ripa                 | 35 | 30 | 9  | 8  | 13 | 23 | 31 | -8  |
|  | 13.  | Torgiano             | 34 | 30 | 7  | 13 | 10 | 19 | 25 | -6  |
|  | 14.  | Spoleto              | 29 | 30 | 7  | 8  | 15 | 24 | 38 | -14 |
|  | 15.  | Lama                 | 29 | 30 | 5  | 14 | 11 | 24 | 43 | -19 |
|  | 16.  | Magione              | 18 | 30 | 4  | 6  | 20 | 22 | 54 | -32 |

Legenda:

      Promossa nel Campionato Nazionale Dilettanti 1998-1999.
      Ammessa ai play-off nazionali.
      Retrocessa in Promozione Umbria 1998-1999.
Regolamento:

Tre punti a vittoria, uno a pareggio, zero a sconfitta.
A parità di punteggio valevano gli scontri diretti. In caso di pari merito in zona promozione e/o retrocessione si doveva giocare una gara di spareggio.